# Campionati italiani estivi di nuoto 1919
I XVII Campionati italiani di nuoto si sono svolti a Como, dove è stato allestito un campo a lago da 100 metri, tra il 15 agosto e il 17 agosto 1919. Sono state disputate solo gare maschili.

## Podi
Sino al 1931 venivano usati cronometri precisi al quinto di secondo (0,2 sec.); i tempi sono stati riportati usando i decimi di secondo, ne segue che le cifre dei decimi appaiano sempre pari
| Evento               | Oro                                                                       | Tempo   | Argento                                                      | Tempo   | Bronzo                                                     | Tempo   |
| Stile libero         |                                                                           |         |                                                              |         |                                                            |         |
| 100 m                | Mario Massa                                                               | 1'08"0  | Agostino Frassinetti                                         | 1'09"0  | Carletto Drepama                                           | 1'10"0  |
| 400 m                | Mario Massa                                                               | 6'34"0  | Agostino Frassinetti                                         | 6'34"8  | Davide Baiardo                                             | 6'58"0  |
| 1500 m               | Luigi Bacigalupo                                                          | 30'11"8 | Gilio Bisagno                                                | 30'12"0 | Bruno Nannelli                                             | 31'00"0 |
| Staffette            |                                                                           |         |                                                              |         |                                                            |         |
| 4x200 m stile libero | Pro Liguria Lungavia Davide Baiardo Agostino Frassinetti Luigi Bacigalupo | 11'37"0 | Forti e veloci Manlio Olivari Crovetto Emanuele Mantero Lupi | 12'43"0 | Sampierdarenese Profumo Morselli Quintarelli Gilio Bisagno | 12'50"0 |